# Kampioenschap van Vlaanderen 1992
Il Kampioenschap van Vlaanderen 1992, settantasettesima edizione della corsa, si svolse l'11 settembre 1992 su un percorso di 168 km, con partenza e arrivo a Koolskamp. Fu vinto dal belga Rik Van Slycke della Lotto davanti ai suoi connazionali Michel Vanhaecke e Hendrik Redant.

## Ordine d'arrivo (Top 10)
| Pos. | Corridore            | Squadra          | Tempo    |
| ---- | -------------------- | ---------------- | -------- |
| 1    | Rik Van Slycke       | Lotto            | 3h56'00" |
| 2    | Michel Vanhaecke     | Lotto            |          |
| 3    | Hendrik Redant       | Lotto            |          |
| 4    | Johan Devos          | La William-Duvel |          |
| 5    | Ronny Van Holen      | Tulip            |          |
| 6    | Adrie van der Poel   | Tulip            |          |
| 7    | Danny Daelman        | Buckler          |          |
| 8    | Frank Van Den Abeele | Lotto            |          |
| 9    | Ludwig Wijnants      |                  |          |
| 10   | Eric De Clercq       | La William-Duvel |          |